# Hrvatska katolička internetska televizija
Hrvatska katolička internetska televizija je hrvatska katolička internetska televizija. 
Sjedište ove televizijske kuće je na adresi Antuna Kosića Rika 9, Rijeka. Glavni urednik je Pavao Čalogović. 
Prije je nosila ime RIKATV (Riječka kršćanska televizija na internetu).
Ovaj je medij projekt vjernika laika koji su na ovaj način željeli posvjedočiti svoju katoličku vjeru "u ovom sve više sekularnom društvu gdje je vjera postala samo dio tradicije i običaja". Djeluje od 2011. godine. Potporu ovom projektu dao je nadbiskup mons. dr. Ivan Devčić. Projekt su umnogome financira od privatnih sredstava suradnika, a izvori su u manjoj mjeri i donacije.
Iza HKTV-a je Udruga "Riječka kršćanska televizija na internetu", neprofitna udruga koju čine entuzijasti i volonteri koji na ovaj moderan način žele svjedočiti katoličku vjeru i širiti poruku Evanđelja - Radosne vijesti. 

## Vanjske poveznice
- Hrvatska katolička televizija  Arhivirana inačica izvorne stranice od 10. prosinca 2015. (Wayback Machine)